# コリー眼異常
コリー眼異常（コリーがんいじょう、英: Collie eye anomaly; CEA）は、イヌにおいて認められる遺伝性の網膜、脈絡膜、強膜を含む両側性眼疾患。コリー眼異常は軽度であることもあるが、失明を引き起こすこともある。コリー眼異常は先天性常染色体劣性疾患であり、治療法はない。